# Марич, Раденка
Раденка Марич (англ. Radenka Marić) — американский инженер и учёный, которая 28 сентября 2022 года стала 17-м президентом Коннектикутского университета. Она была первым внутренним кандидатом на пост президента после Гарри Дж. Хартли в 1990 году и является второй женщиной-президентом университета. Она занимала пост временного президента Коннектикутского университета с 1 февраля 2022 года, а ранее занимала должность вице-президента Коннектикутского университета в отделе исследований и инноваций.

## Ранняя жизнь и образование
Родившаяся и выросшая в Дервенте, Босния и Герцеговина, которая тогда входила в состав Югославии, Марич получила степень бакалавра в Белградском университете в Сербии и мастера наук и доктора философии в области материаловедения и энергетики в Киотском университете.
С ноября 1989 по октябрь 1991 года она работала научным сотрудником в Сербской академии наук и искусств.

## Академическая карьера
Проведя 12 лет в Японии, она в 2001 году переехала в Соединённые Штаты Америки в Атланту, чтобы работать в стартапе, занимающемся экологически чистой энергией. Три года спустя она начала руководить Институтом инноваций в области топливных элементов при Национальном научно-исследовательском совете Канады. Она присоединилась к Коннектикутскому университету в 2010 году в качестве профессора химической и биомолекулярной инженерии. В 2016 году она получила стипендию имени Фулбрайта в США и стала приглашённым профессором кафедры в Миланском техническом университете.
За свою карьеру она получила финансирование на исследования в размере более 40 миллионов долларов, опубликовала более 300 статей в рецензируемых журналах и материалах конференций и зарегистрировала шесть патентов.
Раденка Марич стала вице-президентом в отделе исследований, инноваций и предпринимательства в июле 2017 года. В этой должности она руководила исследовательским предприятием Коннектикутского университета стоимостью 375 миллионов долларов, включая программу инкубации технологий и создание инновационного партнёрства в технопарке Коннектикутского университета. Она была назначена временным президентом Коннектикутского университета 1 февраля 2022 года, сменив бывшего временного президента Эндрю Агвуноби, который ушёл в отставку, чтобы занять руководящую должность в компании «Humana».
В 2019 году Раденка Марич получила титул члена Американской ассоциации содействия развитию науки. Также она является членом Академии наук и инженерии штата Коннектикут и ведущим автором книги «Твердооксидные топливные элементы: от фундаментальных принципов до готовых систем».

## Президентство в Коннектикутском университете
Раденка Марич как президент Коннектикутского университета курирует бюджет университета в размере 3,3 миллиарда долларов, который поддерживает семь кампусов, включая его флагманский кампус в Сторрсе, академический медицинский центр и больницу в Фармингтоне, более 30 000 студентов, а также обширную сеть исследовательских и сервисных инициатив. Также она также курировала крупномасштабные строительные проекты и кампании по сбору средств.
Раденка Марич при поддержке попечительского совета Коннектикутского университета пообещала, что к 2050 году учреждение приблизится к нулевому уровню выбросов.